# كيفن بيري
كيفن بيري (بالإنجليزية: Kevin Berry) (10 أبريل 1945 – 7 ديسمبر 2006) كان سباح، وصحفي، من أستراليا، مثّل بلاده في الألعاب الأولمبية الصيفية 1964، وسباحة في الألعاب الأولمبية الصيفية 1964 – رجال 200 متر فراشة ‏، والألعاب الأولمبية الصيفية 1960، وسباحة في الألعاب الأولمبية الصيفية 1964 – رجال 4 × 100 متر تتابع متنوع ‏.

## وصلات خارجية
- كيفن بيري على موقع الاتحاد الدولي للسباحة (الإنجليزية)
- كيفن بيري على موقع قاعة مشاهير السباحة العالمية (الإنجليزية)
- كيفن بيري على موقع أوليمبيديا (الإنجليزية)
- كيفن بيري على موقع اللجنة الأولمبية الأسترالية (الإنجليزية)
- كيفن بيري على موقع اتحاد ألعاب الكومنولث (مؤرشف) (الإنجليزية)
- كيفن بيري على موقع قاعة أستراليا للمشاهير الرياضية (الإنجليزية)